# Tour de la région de Łódź
Le Tour de la région de Łódź est une course cycliste disputée tous les ans au mois de juillet dans la région de Łódź en Pologne. Cette course fait partie du calendrier UCI Europe Tour en catégorie 2.1J, c'est-à-dire qu'elle n'est ouverte qu'aux coureurs de la catégorie juniors (17-18 ans).

## Palmarès depuis 1999
| Année | Vainqueur            | Deuxième                 | Troisième            |
| 1999  | Jarosław Białowieżec | Markus Fothen            | Piotr Mazur          |
| 2000  | Błażej Janiaczyk     | Vladimir Autka           | Christian Müller     |
| 2001  | Błażej Janiaczyk     | Piotr Zieliński          | Heinrich Haussler    |
| 2002  | Slawomir Balińki     | Michał Gołaś             | Rafał Gniazdowski    |
| 2003  | Piotr Lis            | Tomasz Zakrzewski        | Laurent Mars         |
| 2004  | Sergey Kunshin       | Alexey Kunshin           | Szymon Biesek        |
| 2005  | Gatis Smukulis       | Radoslaw Kwiatkowski     | Andrey Klyuev        |
| 2006  | Rafal Gorczyca       | Tomasz Domagala          | Piotr Sztobryn       |
| 2007  | Michał Kwiatkowski   | Jaroslaw Kowalczyk       | Piotr Kasperkiewicz  |
| 2008  | Łukasz Wiśniowski    | Kamil Markowski          | Yauhen Yvanou        |
| 2009  | Marcin Saczuk        | Andrey Martti            | Grzegorz Haba        |
| 2010  | Mihkel Räim          | Andris Vosekalns         | Daniel Horyza        |
| 2011  | Oskar Nisu           | Felix Donath             | Aliaksandr Piasetski |
| 2012  | Krists Neilands      | Przemysław Kasperkiewicz | Martin Otoničar      |
| 2013  | Course annulée       | Course annulée           | Course annulée       |
| 2014  |                      |                          |                      |